# Archives de la République serbe
Les archives de la République serbe (en serbe cyrillique : Архив Републике Српске ; en serbe latin : Arhiv Republike Srpske) sont situées à Banja Luka, la capitale de la république serbe de Bosnie, en Bosnie-Herzégovine. Sous leur forme actuelle, elles ont été créées en 1992 pour préserver, gérer et mettre à la disposition du public des documents concernant la République serbe. Elles dépendent du ministère de l'Éducation et de la Culture de la république serbe de Bosnie.
Le fonds et les collections des archives sont inscrits sur la liste des monuments nationaux de Bosnie-Herzégovine. Le bâtiment, connu sous le nom de maison impériale, est lui aussi classé.

## Sites
Les Archives de la République serbe sont réparties sur plusieurs sites, dont le principal se trouve à Banja Luka ; les autres antennes sont situées à Doboj, à Foča, à Trebinje et à Zvornik.

## Bibliothèque
La bibliothèque des archives possède 13 950 références dans son catalogue, dont 10 547 livres et 3 403 périodiques.

## Activités
Les Archives de la République serbe disposent d'un service de publication et présentent également des expositions.